# Midong
Midong (en chino, 米东区; pinyin, Mǐdōng, en uigur: مىچۈەن-كۆكتاغ رايونى, romanizado: Michüen-Köktagh Rayoni) es un distrito urbano bajo la administración directa de la Prefectura Urumqi en la Región autónoma de Sinkiang, República Popular China. Su área es de 3396 km² y su población total para 2020 superó los 330 mil habitantes.

## Administración
Desde 2019, el distrito de Midong se divide en 15 pueblos que se administran en 8 subdistritos, 5  poblados y 2 villas.

## Historia
Midong es el resultado de la fusión en 2007 de la Ciudad Miquan (木齐市) y el distrito Dongshan (东山区) [de ahí su nombre] que perteneció a la Prefectura Changji . Como resultado, la Prefectura Changji se divide en dos grandes bloques separados.